# اليوم الأخير في بومبي
اليوم الأخير في بومبي (بالروسي: Последний день Помпеи) هي لوحة بريشة الفنان الروسي كارل بريولوف رسمها بين عامي (1830-1833) حول موضوع ثوران جبل فيزوف في 79 م. وهي جديرة بالملاحظة لتموقعها بين الكلاسيكية الجديدة، النمط السائد في روسيا في ذلك الوقت، والرومانسية كما تمارس بشكل متزايد في فرنسا. لاقت اللوحة استحسانًا عالميًا، مما جعل بريولوف أول رسام روسي يتمتع بسمعة دولية. في روسيا، كان يُنظر إليه على أنه دليل على أن الفن الروسي فن جيدًا مثل الفن الذي يُمارس في بقية أنحاء أوروبا.

## الموضوع والتكوين
الموضوع هو ثوران جبل فيزوف في عام 79 بعد الميلاد الذي غلف مدينة بومبي بالرماد البركاني مما أدى إلى مقتل معظم سكانها. كمشهد من العالم القديم، كان موضوعًا مناسبًا لرسمة تاريخية، كذلك يُنظر إليه على أنه أعلى أنواع الرسم، كما أن حجم الحدث جعله مناسبًا أيضًا للوحة قماشية كبيرة تسمح لبريولوف بعرض جميع مهاراته. قال بريولوف إنه لم يكن بإمكانه إكمال العمل إلا بأخذ مثال عمل رافائيل الكبير والمعقد مدرسة أثينا (1509-1511) كنموذج له،  استخدم أشكالًا كلاسيكية يمكن التعرف عليها مثل تلك المستخدمة من قبل أساتذة عصر النهضة، ولكن دمجها مع الميزات الموجودة في الرسم الرومانسي، مثل التلوين الدرامي، واستخدام الجلاء والقتمة، والمحتوى العاطفي العالي. ومن الأعمال الأخرى التي يُعتقد أنها أثرت على بريولوف رواية رافائيل (النار في بورجو) (1514-1517) ونيكولا بوسان (الطاعون في أشدود) (1630)  لقد تجنب البرودة والتسطيح في الكلاسيكية الجديدة السائدة في ذلك الوقت لصالح الإثارة والألوان النابضة بالحياة، جنبًا إلى جنب مع الركود العميق حيث يندفع الحصان في أعماق اللوحة، ويسقط سيده. علق نيكولاي غوغول: «من المحتمل أن يكون تلوينه أكثر إشراقًا مما كان عليه في أي وقت مضى؛ ألوانه تحترق وتضرب عينيك»، لكنه لم يكن الوحيد الذي لاحظ أن كمال الشخصيات الكلاسيكية يتناقض مع بؤس محنتهم. ملأ بريولوف اللوحة بتفاصيل أصلية من بومبي رآها في الموقع والمتحف في نابولي مثل المصنوعات اليدوية التي تحملها الأشكال وأحجار الرصف والكبح الأصلية. تجلب التماثيل التي تنهار من قواعدها مزيدًا من الدراما وتوضح القوة السامية للطبيعة على الإنسان، وهو مجاز شائع في الرسم الرومانسي. تقدم الأشكال مقتطفات صغيرة من التجارب الفردية التي تشير إلى قصص من الأساطير الكلاسيكية أو لوحات عصر النهضة أو الأدب القديم مثل قصة بليني الأصغر التي أعطيت لتاسيتوس، لكن معظم الشخصيات تحافظ على كرامتها في مواجهة الموت مما يشير إلى دين بريولوف الكبير لمبادء الفن الكلاسيكية. يتم رسم الأوضاع والأشكال من الرسم الكلاسيكي أو من الأشخاص الذين عرفهم الفنان مثل يوليا سامويلوفا وبناتها (كونتيسة روسية). الجندي والصبي اللذان ينقذا رجلًا أكبر سنًا قد يستمدان من قصة إنقاذ إينياس لوالده من تدمير طروادة في الأساطير. تضاف إلى المشهد صورة للفنان نفسه كفنان من بومبي مع موازنة معداته على رأسه.

## ملكية
في عام 1834 قدم ديميدوف اللوحة، التي دفع ثمنها 25 ألف روبل، إلى القيصر نيكولاي الأول في محاولة لكسب مصلحته. تم عرضها لأول مرة في قصر الشتاء، ولكن في عام 1836 تبرع نيكولاي بها للأكاديمية الإمبراطورية للفنون حيث بقيت حتى تم تركيبها كمركز لعرض الرسم الروسي في متحف هيرميتاج في عام 1851. وهي حاليًا جزء من مجموعة المتحف الروسي في سانت بطرسبرغ.